# Битник
Битник (пол. Bytnik, нім. Beuthnig) — село в Польщі, у гміні Глогув Глогувського повіту Нижньосілезького воєводства.
Населення — 72 особи (2011).
У 1975-1998 роках село належало до Легницького воєводства.

## Демографія
Демографічна структура станом на 31 березня 2011 року:
|          | Загалом | Допрацездатний вік | Працездатний вік | Постпрацездатний вік |
| -------- | ------- | ------------------ | ---------------- | -------------------- |
| Чоловіки | 33      | 6                  | 22               | 5                    |
| Жінки    | 39      | 9                  | 23               | 7                    |
| Разом    | 72      | 15                 | 45               | 12                   |